# Grand Rift (astronomie)
Pour les articles homonymes, voir Grand Rift et Rift.
En astronomie, le Grand Rift, également connu sous le nom de Rift sombre (Dark Rift), est une immense nébuleuse obscure qui longe le bras local de la Voie lactée. Il forme une bande sombre qui s'étend sur plus d'un millier d'années-lumière. Il débute dans la constellation boréale du Cygne, où il est connu comme le rift du Cygne ou le Sac de charbon de l'hémisphère Nord. Il se termine à la constellation zodiacale du Sagittaire. Il passe ensuite par la constellation de l'Aigle, où il est connu comme le rift de l'Aigle. Il peut être tracé jusque dans la constellation zodiacale de l'Ophiuchus, où il s'élargit.
Il s'agit d'un mélange de poussière et de molécules, composé en grande partie de dihydrogène (H2), qui est à l'origine de sa noirceur et de son opacité. L'origine de cette nébuleuse obscure demeure encore mal connue de nos jours.

## Observation

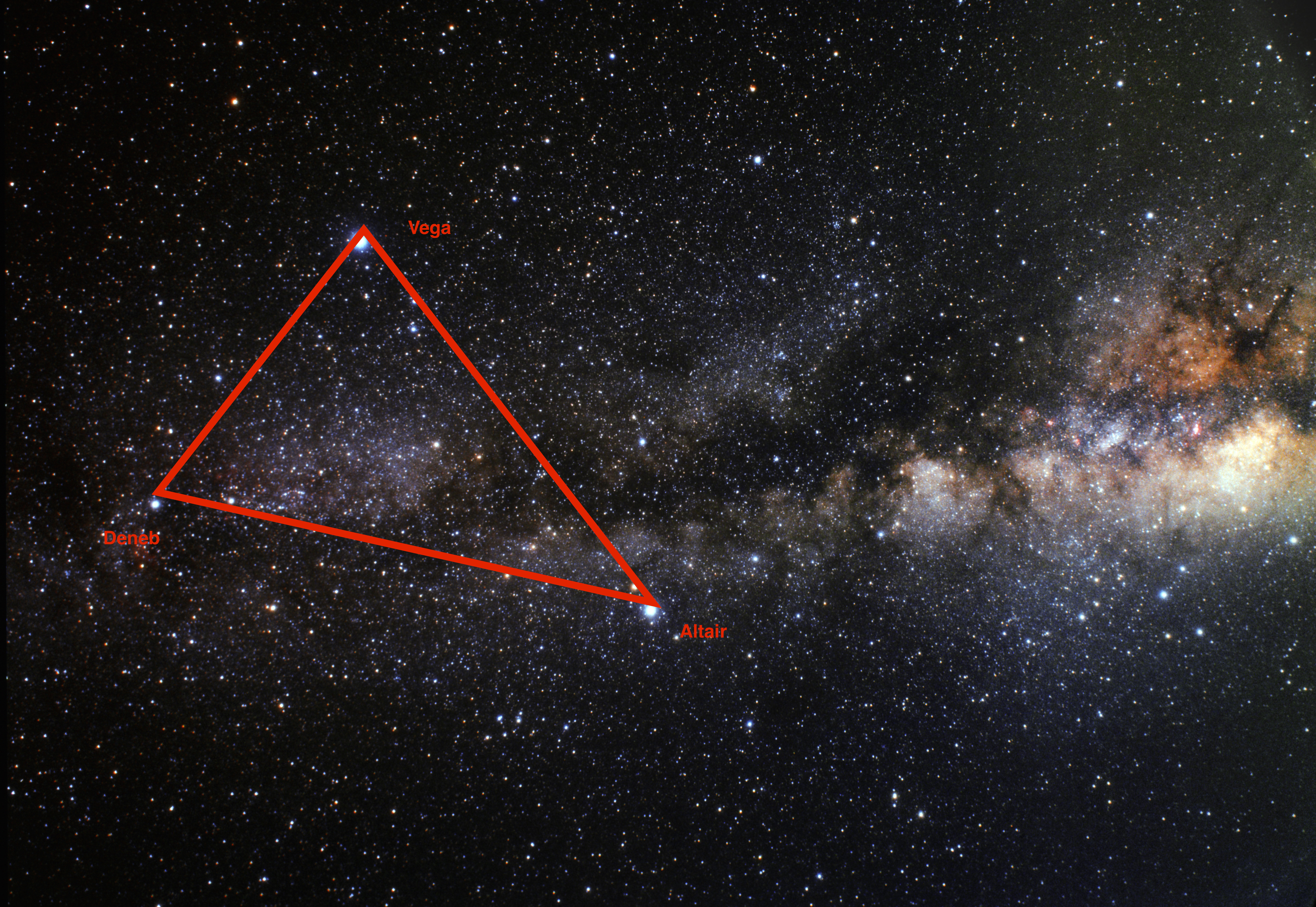
Triangle d'été et Grand Rift.

Dans l'hémisphère nord, les conditions d'observation du Grand Rift sont idéales à partir du milieu de l'été jusqu'en octobre, en regardant vers le sud, dans un ciel sombre.
La Voie lactée sera alors visible, ainsi que plusieurs autres étoiles. D'abord, il faut localiser les étoiles qui forment le triangle d'été, soit Deneb, Altaïr et Véga. Le Grand Rift se trouve en traçant une ligne imaginaire qui commence à Deneb et qui traverse le segment Altaïr/Véga. 

## Description
Le Grand Rift est une nébuleuse obscure qui longe le bras spiral local de notre galaxie. Il commence dans la constellation du Cygne, là où il est aussi connu sous le nom du Rift du Cygne ou « Sac de charbon de l'hémisphère Nord », et peut être tracé au sud de la constellation de l'Aigle et la constellation du Serpentaire, où il s'élargit. Il consiste en un large nuage moléculaire se situant à une distance d'environ 2 200 années-lumière (a.l.), contenant un million de masses solaires (M☉) en gaz et s'élargissant sur plus de 1 000 a.l.. Pour son étude scientifique, il est divisé en sept régions. Ces régions sont nommées, en anglais, l'Aquila-East, Aquila-West, Aquila-Serpens, Scutum, Halo, Ophiucus et Hercule.
Les Grecs anciens raconte la légende de Phaéton qui a pris les rênes du char du dieu-soleil et qui a perdu le contrôle au cours d'une balade à travers le ciel. Zeus a frappé Phaeton avec un coup de foudre. Ce dernier est alors tombé dans le fleuve Éridan, mort. Plus tard, son frère, Cygnus, appris ce qui est arrivé. Il a donc rassemblé les restes de Phaéton et les a enterré correctement. Zeus récompensa le dévouement de Cygnus en le plaçant dans le ciel comme un cygne. La promenade téméraire de Phaéton à travers le ciel est marquée par l'obscurité du Grand Rift qui se termine (ou commence) au Sac de Charbon du Nord.

## Composition
Une partie du Grand Rift située près de la constellation de l'Aigle, appelée Rift de l'Aigle, a été étudiée en ultraviolets. Elle serait composée d'hydrogène (H2) ayant une vélocité située entre 10  et   20 km/s. À cette température et vitesse, cette molécule n'émet pas photons dans le domaine visible. La composition chimique du Grand Rift correspond à la composition chimique normale d'une nébuleuse obscure, soit environ 90 % d'hydrogène, 10 % d'hélium et 0.1 % d'éléments lourds, et sa température est très basse, jouant entre 10 et 20 K.

## Cygnus X

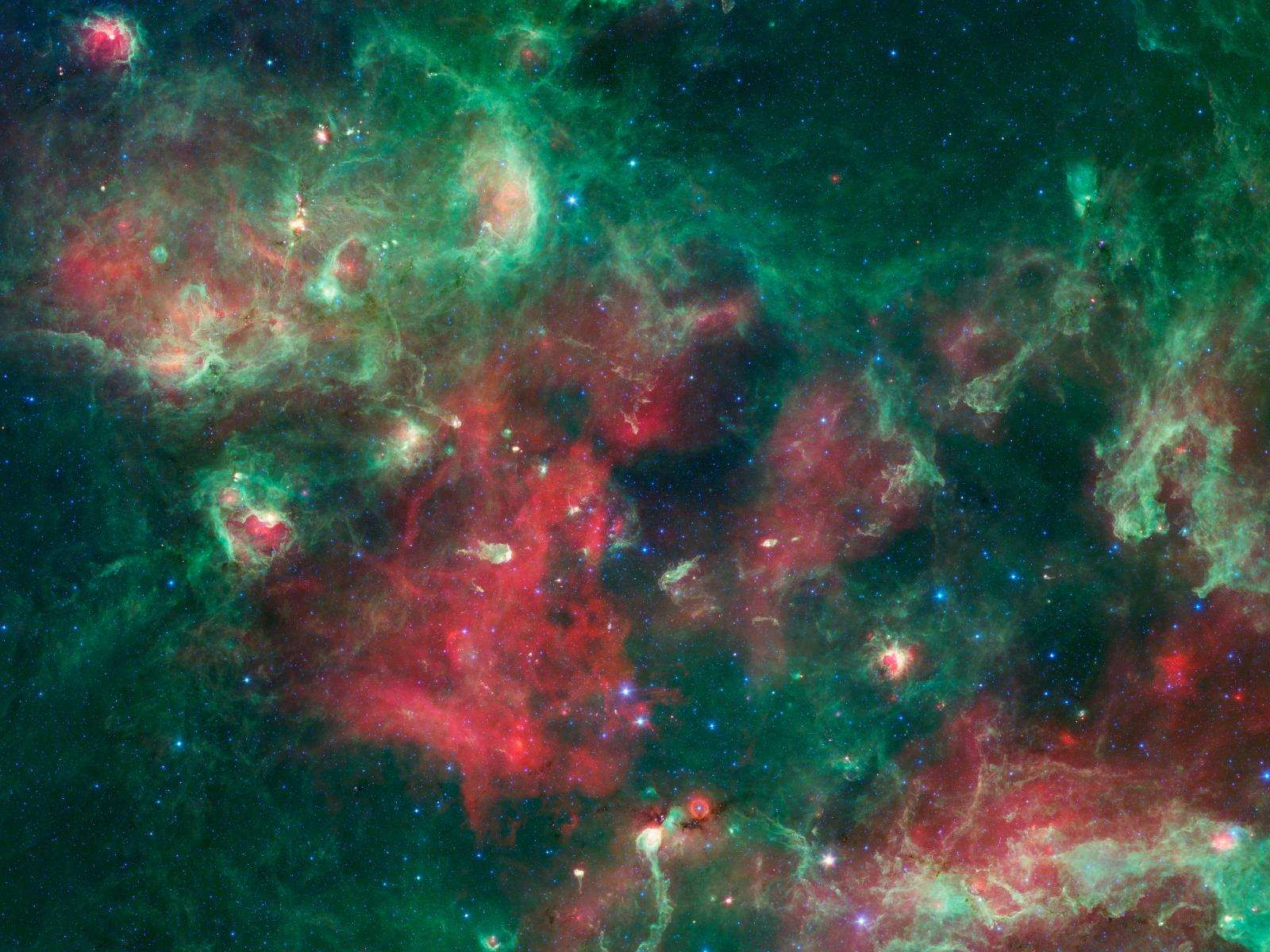
Cygnus X (Spitzer, 2012).

Cygnus X est un nuage gazeux d'un diamètre d'environ 600 années-lumière et d'une masse de 3 millions M☉ situé entre les étoiles Deneb et Sadr de la constellation du Cygne. Il a été détecté en 1952 par l'observation d'une faible émission radio provenant de cette zone du Grand Rift considérée désertique. Derrière la nébuleuse se cachent plusieurs milliers d'étoiles géantes et supergéantes.